# Riccia congoana
Riccia congoana là một loài rêu trong họ Ricciaceae. Loài này được Stephani mô tả khoa học đầu tiên năm 1898.